# 金交信号场
金交信号场是韩国铁道公社的一個号志站，位于江原道原州市板富面，屬於中央线。

## 历史
- 1977年3月1日：开始使用。
- 2021年1月5日：停用本站。

## 邻近车站
韓国铁道公社
中央线
盘谷站 - 金交信号场 - 雉岳站